# Axel Sander

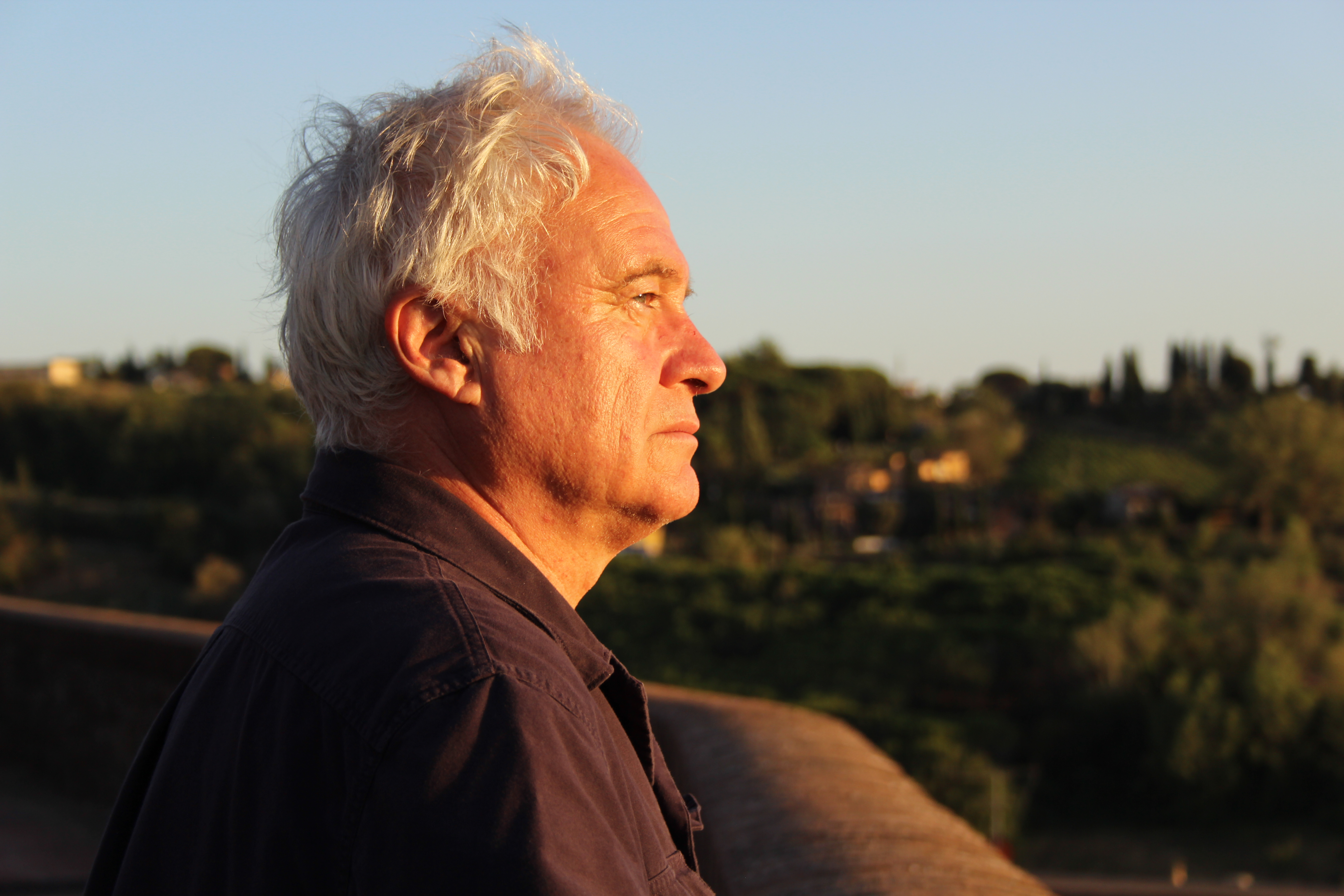
Axel Sander in Montescudaio

Axel Sander (* 9. März 1951 in Detmold) ist ein deutscher Maler. Er lebt und arbeitet in Berlin und Montescudaio, Italien.

## Vita
Axel Sander studierte von 1971 bis 1973 Betriebswirtschaftslehre in Innsbruck und anschließend von 1973 bis 1978 Kunsterziehung an der Hochschule der Künste Berlin bei Fred Thieler, Karl-Heinz Herrfurth und Wolfgang Petrick. Im Jahr 1978 war er Meisterschüler und legte sein erstes Staatsexamen ab, 1981 folgte das zweite Staatsexamen. Seither ist er freischaffend tätig. Von 1981 bis 1983 arbeitete er mit einem Atelierstipendium der Karl Hofer Gesellschaft in Berlin.

## Werk

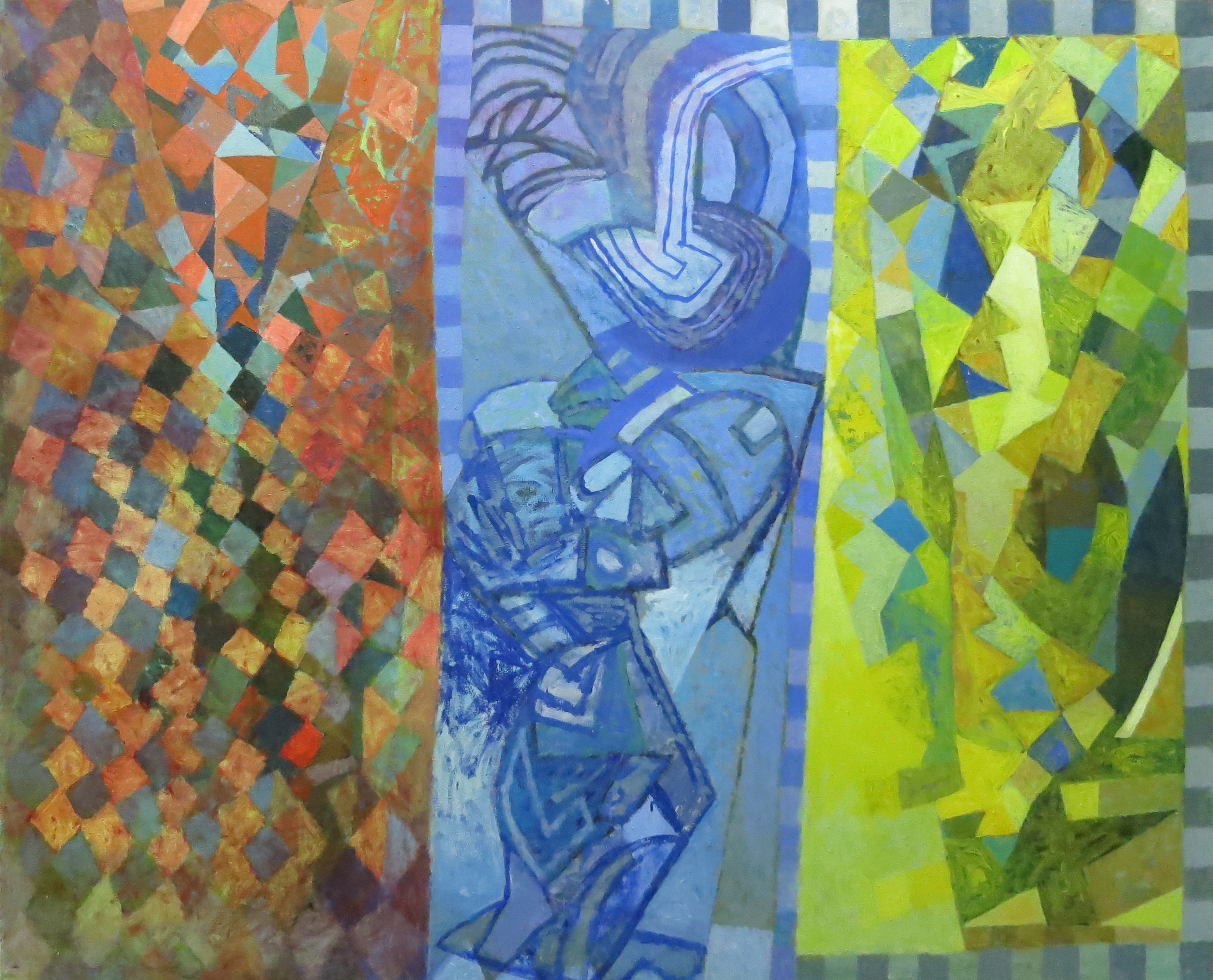
„Arminius“ (Öl auf Leinwand, 160 × 200 cm, 2005)

Er wurde bekannt als Vertreter einer neuen Farbfeldmalerei bzw. eines neuen Konstruktivismus Anfang der 1980er Jahre. Er war Teil einer Gegenbewegung zu herrschenden Realismusformen, sei es kritischer, fotografischer oder expressiv-wilder Ausprägung.
Er beschäftigt sich seitdem mit der Grundfrage, ab wann ungegenständliche (abstrakte) Malerei gegenständlich gesehen wird bzw. ab wann geometrische und organische Formen und Farben gegenständlich assoziiert und benannt werden können. Es soll dabei eine Vielfalt von Assoziationen möglich sein, die nicht auf Eindeutigkeiten beruhen.
Sander ist zudem einer der wenigen zeitgenössischen Maler, der neben seiner Ölmalerei auf Leinwand die Aquarelltechnik benutzt, um unkorrigierbar und spontan seine „Malforschung“ zu betreiben.

## Ausstellungen (Auswahl)

### Einzelausstellungen
- 1981: Forum Aktuelle Kunst, Berlin
- 1983: Galerie der Stadt Bad Waldsee
- 1984: Kutscherhaus Sammlung Dr. Stober, Berlin (mit W. Karger)
- 1990: Lippische Gesellschaft für Kunst, Detmold/Lemgo
- 1995: Kunstverein Siegen
- 1996: Kutscherhaus Sammlung Dr. Stober, Berlin
- 2001: Museum Schloss Kisslegg (mit W. Karger)
- 2008: Kunstverein Galerie Überall, Hamburg / Galleria L. Beyhl, Montecastello di Vibbio, Umbria

### Gruppenausstellungen
- 1980: Villa Romana Auswahl, Schloss Oberhausen
- 1981 / 83 / 87: Jahresausstellung der Darmstädter Sezession
- 1982 / 82: Große Münchner Kunstausstellung
- 1982: Haus am Lützowplatz, Berlin (Karl-Hofer-Stipendiaten) / Internationaler Kunstmarkt, Köln / Galerie Bossin, Berlin
- 1984: 10 Berliner Künstler (Galerie Bossin, Berlin)
- 1987: Hommage an Berlin, Berlin 750 Jahre / Große Düsseldorfer Kunstausstellung / Galerie De Sluis, Amsterdam
- 1988 / 89: Nationale der Zeichnung, Augsburg
- 1989: Neue Berliner Kunst, Contemporary Art Center, Osaka
- 1990: Große Düsseldorfer Kunstausstellung
- 1992: „Farbe Gold“, Künstlerhaus Berlin